# 清水克行
清水 克行（しみず かつゆき、1971年 - ）は、日本の歴史学者。明治大学教授。専攻は、日本中世史・社会史。

## 来歴
東京都生まれ。1994年立教大学文学部史学科卒業。藤木久志に師事。2002年早稲田大学大学院文学研究科博士後期課程単位取得退学。2004年「室町時代の都市生活と法慣習」で博士（文学）の学位を取得。2006年明治大学商学部専任講師、2009年同准教授、2014年同教授。
2000年に論文「足利義持の禁酒令について」（『日本歴史』第619号〈1999年12月号〉掲載）により、第1回日本歴史学会賞を受賞した。

## 人物
NHK『タイムスクープハンター』の時代考証（中世）なども手がける。  桜井英治とは関心が近く、共著や対談などが多い。

## 著書
（出典：）
- 『室町社会の騒擾と秩序』吉川弘文館 2004／講談社学術文庫 2022
- 『喧嘩両成敗の誕生』講談社選書メチエ 2006
- 『大飢饉、室町社会を襲う!』吉川弘文館〈歴史文化ライブラリー〉 2008
- 『日本神判史 盟神探湯・湯起請・鉄火起請』中公新書 2010
- 『足利尊氏と関東』吉川弘文館〈人をあるく〉 2013
- 『耳鼻削ぎの日本史』洋泉社歴史新書 2015／文春学藝ライブラリー 2019
- 『戦国大名と分国法』岩波新書 2018
- 『室町は今日もハードボイルド 日本中世のアナーキーな世界』新潮社 2021
- 『室町社会史論　中世的世界の自律性』岩波書店 2022

### 共著
- 『戦国法の読み方 : 伊達稙宗と塵芥集の世界』桜井英治共著、高志書院〈高志書院選書〉2014
- 『現代(いま)を生きる日本史』須田努共著、岩波書店〈岩波テキストブックスα〉2014
- 『世界の辺境とハードボイルド室町時代』高野秀行共著、集英社インターナショナル 2015／集英社文庫 2019
- 『室町幕府将軍列伝』 榎原雅治共編著、戎光祥出版 2017、新版2022
- 『辺境の怪書、歴史の驚書、ハードボイルド読書合戦』高野秀行共著、集英社インターナショナル 2018／集英社文庫 2020

## 論文
- Cinii